# Film in 1963
Dit artikel gaat over de film in het jaar 1963.

## Lijst van films
- 55 Days at Peking
- 8½
- Alleman
- Als twee druppels water
- America, America
- Billy Liar
- The Birds
- Bye Bye Birdie
- Carambolages
- The Cardinal
- The Caretakers
- Charade
- Cleopatra
- Come Fly with Me
- The Crawling Hand
- The Damned
- Il diavolo
- Dog Star Man
- Ercole l'invincibile
- Faites sauter la banque!
- Fietsen naar de maan
- Flipper
- From Russia with Love
- Il gattopardo
- The Great Escape
- The Haunting
- Hud
- Ieri, oggi, domani
- Irma la Douce
- It's a Mad, Mad, Mad, Mad World
- Jane Eyre
- Jason and the Argonauts
- Le Jour et l'Heure
- Kiss
- Kvarteret Korpen\
- Lilies of the Field
- Lord of the Flies
- Love with the Proper Stranger
- Le mani sulla città
- McLintock!
- Merlijn de Tovenaar (Engelse titel: The Sword in the Stone)
- Le Mépris
- Move Over, Darling
- Nine Hours to Rama
- Nongnu
- The Nutty Professor
- The Pink Panther
- Pouic-Pouic
- La ragazza che sapeva troppo
- Rocco e i suoi fratelli
- The Running Man
- The Sadist
- The Skydivers
- The Slime People
- The Stripper
- Summer Magic
- The Terror
- This Sporting Life
- The Thrill of It All
- Tom Jones
- Toys in the Attic
- Tystnaden
- De vergeten medeminnaar
- The Wheeler Dealers

1870-1879 · 1880-1889 · 1890 · 1891 · 1892 · 1893 · 1894 · 1895 · 1896 · 1897 · 1898 · 1899 · 1900 · 1901 · 1902 · 1903 · 1904 · 1905 · 1906 · 1907 · 1908 · 1909 · 1910 · 1911 · 1912 · 1913 · 1914 · 1915 · 1916 · 1917 · 1918 · 1919 · 1920 · 1921 · 1922 · 1923 · 1924 · 1925 · 1926 · 1927 · 1928 · 1929 · 1930 · 1931 · 1932 · 1933 · 1934 · 1935 · 1936 · 1937 · 1938 · 1939 · 1940 · 1941 · 1942 · 1943 · 1944 · 1945 · 1946 · 1947 · 1948 · 1949 · 1950 · 1951 · 1952 · 1953 · 1954 · 1955 · 1956 · 1957 · 1958 · 1959 · 1960 · 1961 · 1962 · 1963 · 1964 · 1965 · 1966 · 1967 · 1968 · 1969 · 1970 · 1971 · 1972 · 1973 · 1974 · 1975 · 1976 · 1977 · 1978 · 1979 · 1980 · 1981 · 1982 · 1983 · 1984 · 1985 · 1986 · 1987 · 1988 · 1989 · 1990 · 1991 · 1992 · 1993 · 1994 · 1995 · 1996 · 1997 · 1998 · 1999 · 2000 · 2001 · 2002 · 2003 · 2004 · 2005 · 2006 · 2007 · 2008 · 2009 · 2010 · 2011 · 2012 · 2013 · 2014 · 2015 · 2016 · 2017 · 2018 · 2019 · 2020 · 2021 · 2022 · 2023 · 2024 · 2025